# Tramweg-Maatschappij Groningen - Paterswolde - Eelde
De Tramweg-Maatschappij Groningen - Paterswolde - Eelde (GPE) was een in 1896 opgerichte maatschappij die van 1896 tot 1929 een tramverbinding onderhield op de tramlijn Groningen - Eelde en van 1929 tot 1938 een busverbinding tussen Groningen en Eelde.
De verbinding diende vooral om recreanten en forenzen te vervoeren. De tramlijn was 10 kilometer lang en een rit met de paardentram duurde ongeveer een uur. In 1938 werd de GPE en de exploitatie overgenomen door de GDS.

## Tramlijn
In tegenstelling tot wat in diverse publicaties vermeld staat is het begin van de tramlijn die de GPE
exploiteerde in Groningen niet aan de Westerhaven, maar de remise (het begin/eindpunt van de 
tram) was Hoornschedijk 18, later werd de naam Paterswoldseweg 18 te Groningen (no 74 op de 
stadsplattegrond van 1909.)
In Eelde was het begin/eindpunt van de tram de remise  aan de Hoofdweg tegenover de Kosterijweg. 
ter hoogte van de later aangelegde Burg. Strubenweg,
Beide panden bestaan niet meer.